# Actia brunnea
Actia brunnea är en tvåvingeart som beskrevs av Malloch 1930. Actia brunnea ingår i släktet Actia och familjen parasitflugor. Inga underarter finns listade i Catalogue of Life.